# The Poet and the Soldier
The Poet and the Soldier è un cortometraggio muto del 1913 diretto da George Melford e prodotto dalla Kalem.

## Trama
Ferito in una spettacolare battaglia durante la guerra boera, un soldato racconta al poeta l'emozionante storia della sua vita.

## Produzione
Il film, prodotto dalla Kalem Company, venne girato in California, a Glendale.

## Distribuzione
Distribuito dalla General Film Company, il film - un cortometraggio di una bobina - uscì nelle sale cinematografiche statunitensi il 17 maggio 1913.